# 成大吉
成大吉清咸豐時副將總兵官，隸屬於湖北巡撫胡林翼部，駐軍太湖；參與1861年5月20日與鮑超共領萬餘湘軍攻擊安慶外城集賢關一役，6月9日轟擊消滅劉瑲琳領太平軍精銳4000人於赤岡嶺，重創「英王」陳玉成部；9月5日凌晨湘軍攻佔安慶；1864年七月初八日僧格林沁令成大吉、清將張曜追攻馬融和、張宗禹、陳得才於麻城白杲鎮，破太平軍之；乙卯，提督成大吉軍潰於麻城。1864年4月，太平军陈得才、赖文光等大破副都统富森保等于湖北蕲水，成大吉突围而出，后以提督补湖南乾州(今吉首)协副将。
《清史稿》龔得樹五萬捻眾攻至，成大吉僅2500兵，神勇非凡，大破廿倍捻眾，斬龔得樹。